# Dobruša
Dobrushë en albanais et Dobruša en serbe latin (en serbe cyrillique : Добруша) est une localité du Kosovo située dans la commune/municipalité d'Istog/Istok et dans le district de Pejë/Peć. Selon le recensement kosovar de 2011, elle compte 1 178 habitants.

## Démographie

### Évolution historique de la population dans la localité
| 1948 | 1953 | 1961  | 1971  | 1981  | 1991  | 2011  |
| ---- | ---- | ----- | ----- | ----- | ----- | ----- |
| 876  | 953  | 1 237 | 1 366 | 1 855 | 1 976 | 1 178 |

|  |

### Répartition de la population par nationalités (2011)
En 2011, les Bosniaques représentaient 52,46 % de la population et les Albanais 42,78 %.